# Grijskopspecht
De grijskopspecht of grauwe specht (Picus canus) is een vogel uit de familie Picidae.

## Kenmerken
De vogel is 27 tot 30 cm, gemiddeld wat kleiner dan de groene specht waarmee hij gemakkelijk is te verwarren. De grijskopspecht heeft een grijze kop en het mannetje heeft een bescheiden hoeveelheid rood op de kruin, eigenlijk alleen op het voorhoofd, terwijl de groene specht (zowel mannetje als vrouwtje) een geheel rode kruin hebben. Het vrouwtje heeft helemaal geen rood op de kop. De grijskopspecht roffelt vaker dan de groene specht.

## Leefwijze
Het voedsel bestaat voornamelijk uit mieren en miereneitjes. De vogel is zeer goed bestand tegen strenge winters.

## Voortplanting
Het legsel bestaat uit 5 tot 7 eieren met een broedtijd van 25 tot 27 dagen. Het mannetje heeft ook zijn aandeel bij het broeden, door ongeveer vier keer per dag het vrouwtje af te lossen.

## Verspreiding en leefgebied
Deze soort komt voor in een groot deel van Centraal en Oost-Europa, alsmede Zuid-Noorwegen. Verder zijn er tien ondersoorten binnen een groot gebied binnen Azië (Zuid, Midden en Oost-Azië en Indochina):
- P. c. canus: van noordelijk en centraal Europa tot westelijk Siberië.
- P. c. jessoensis: van oostelijk Siberië tot noordoostelijk China, Korea en noordelijk Japan.
- P. c. kogo: centraal China.
- P. c. guerini: het noordelijke deel van Centraal-en het oostelijke deel van Centraal-China.
- P. c. sobrinus: zuidoostelijk China en noordoostelijk Vietnam.
- P. c. tancolo: Hainan en Taiwan.
- P. c. sordidior: van zuidoostelijk Tibet en zuidwestelijk China tot noordoostelijk Myanmar.
- P. c. sanguiniceps: van noordoostelijk Pakistan tot noordelijk India en westelijk Nepal.
- P. c. hessei: van Nepal en noordoostelijk India tot Myanmar en Indochina.
- P. c. robinsoni: westelijk Maleisië.

Sommige van die ondersoorten worden wel als eigen soorten beschouwd.
Het leefgebied bestaat uit gemengd bos of loofbos dat rijk is aan oude bomen en dood hout. De vogel heeft een voorkeur voor grote parken en bossen nabij water. Verder komt de grijskopspecht hoger in berggebieden voor dan de groene specht.

### Voorkomen in Nederland en België
Het is een schaarse broedvogel in het oosten van België. De vogel is dwaalgast in Nederland met drie bevestigde waarnemingen tussen 1974 en 2000 en vier tussen 2001 en 2021.

## Status
De grijskopspecht heeft een groot verspreidingsgebied en daardoor is de kans op de status kwetsbaar (voor uitsterven) gering. De grootte van de populatie werd in 2015 geschat op 0,9 tot 1,9 miljoen volwassen individuen en dit aantal lijkt toe te nemen. Om deze redenen staat deze specht als niet bedreigd op de Rode Lijst van de IUCN.
Japanse groene specht (P. awokera) ·
grijskopspecht (P. canus) ·
kleine geelkuifspecht (P. chlorolophus) ·
Sumatraanse grijskopspecht (P. dedemi) ·
zwartkopspecht (P. erythropygius) ·
vuurvleugelspecht (P. puniceus) ·
roodkraagspecht (P. rabieri) ·
Iberische groene specht (P. sharpei) ·
geschubde groene specht (P. squamatus) ·
Levaillants specht (P. vaillantii) ·
Birmese schubbuikspecht (P. viridanus) ·
groene specht (P. viridis) ·
grote schubbuikspecht (P. vittatus) ·
kleine schubbuikspecht (P. xanthopygaeus)
grote bonte specht (Dendrocopos major) ·
middelste bonte specht (Dendrocoptes medius) ·
kleine bonte specht (Dryobates minor) ·
zwarte specht (Dryocopus martius) ·
groene specht (Picus viridis) ·
grijskopspecht (Picus canus)* ·
draaihals (Jynx torquilla)